# Phyllophila obscura
Phyllophila obscura är en fjärilsart som beskrevs av George Francis Hampson 1894. Phyllophila obscura ingår i släktet Phyllophila och familjen nattflyn. Inga underarter finns listade i Catalogue of Life.